# Анафалис жемчужный
Ана́фалис жемчу́жный (лат. Anáphalis margaritácea) — вид растений из Азии и Северной Америки, входящий в род Анафалис (Anaphalis) семейства Астровые (Asteraceae).

## Название
Научное родовое название лат. Anaphalis и его русская транслитерация — вероятно, неточная анаграмма от лат. Gnaphalium — Сушеница, либо греческое название одного из видов рода Gnaphalium.
Русское видовое название жемчужный — зеркальный перевод видового эпитета лат. margaritacea, от лат. margarita — перламутр, жемчуг; вероятно, из-за соцветий с их белоснежными обёртками или из-за опушения.

## Ботаническое описание

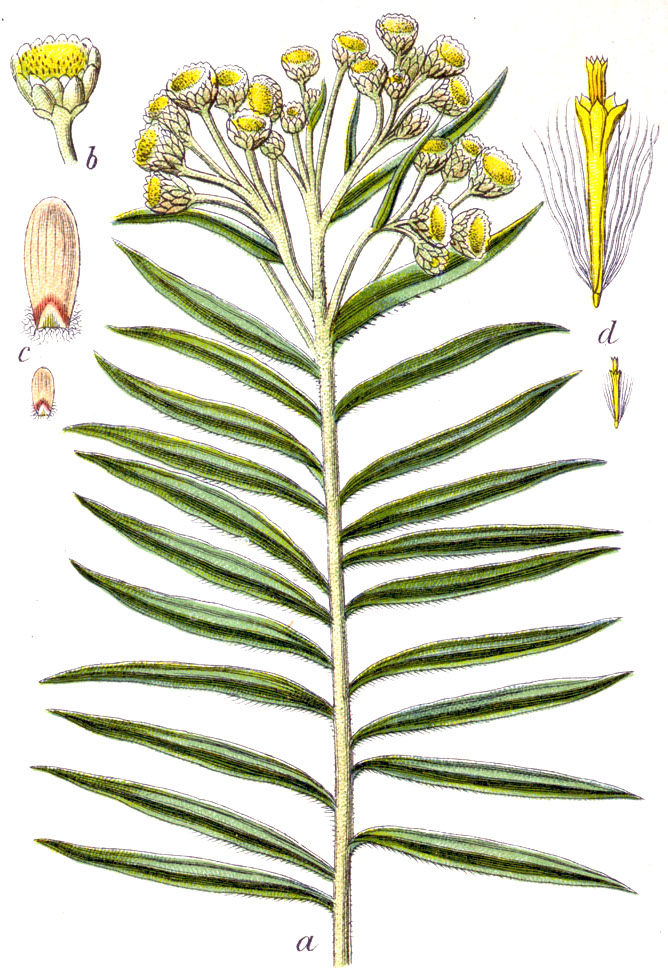

Многолетнее травянистое растение с тонким деревянистым корневищем. Стебли одиночные или по несколько, простые, реже разветвлённые, травянистые, прямостоячие или восходящие, 30—60 (в благоприятных условиях до 100) см высотой, покрыты белопаутинисто-войлочным опушением, по мере старения оголяющиеся.
Листья кожистые, сидячие, полустеблеобъемлющие, несколько низбегаюшие, верхняя их поверхность с паутинистым налётом, нижняя — беловойлочная или ржаво-коричнево-волосистая; с одной, реже тремя жилками. Стеблевые листья линейные или линейно-ланцетные, 3—12 см длиной и 3—25 мм шириной, верхние — небольшие, более узкие. Нижние листья притупленные, часто сближены, почти скучены, увядают к цветению.
Соцветие щитковидное или щитковидно-метельчатое. Корзинки сидят на плотно беловойлочно опушённых цветоножках до 1 см длиной; 8—10 мм в диаметре, с колокольчатой или полушаровидной обёрткой. Листочки обёртки перламутрово-белые, расположены в 5—7 рядов, сухие, почти цельнокрайние, на верхушке туповатые; наружные яйцевидные, около 3 мм длиной; средние — от яйцевидных до продолговатых, 4—5 мм длиной; самые внутренние — до узколанцетных, 4 мм длиной. Полудвудомное растение с преобладанием мужских или женских цветков в корзинках. Преимущественно пестичные соцветия представлены 3—20 тычиночными цветками в середине, окружёнными пестичными. Тычиночные соцветия состоят только из тычиночных цветков или имеют немногочисленные ряды пестичных цветков по краю. Венчик 3—5 мм длиной. 
Плод — линейно-ланцетная семянка около 0,5 мм длиной и 0,25 мм шириной, ребристая и шероховатая от мельчайших прижатых щетинок. Паппус у тычиночных цветков зубчатый, у пестичных — нитевидный.
Число хромосом: 2n = 28.

## Ареал и экология
В России встречается на Дальнем Востоке: Камчатка, Командоры, Сахалин, Курилы, Хабаровский край (бассейн Амгуни) и Приморье (бассейн Уссури).  
Общее распространение: широко распространён в Северной Америке за исключением юго-востока, в Индокитае, Гималаях, Японии и Корее. В качестве заносного вида натурализовался во многих регионах Европы. 
Произрастает на высоте до 3400 м над уровнем моря на слабозадернованных склонах возвышенностей и морских террас, по опушкам зарослей кедрового стланика и ольховника, в каменно-березовых и в хвойных лесах, на приморских лугах и вулканических шлаковых полях.

## Классификация

### Таксономия
Anaphalis margaritacea (L.) Benth. & Hook.f., 1873, Gen. Pl. 2: 303
Вид Анафалис жемчужный относится к роду Анафалис трибы Сушеницевые (Gnaphalieae) подсемейства Астровые (Asteroideae) семействa Астровые (Asteraceae) порядка Астроцветные (Asterales). 
Кладограмма в соответствии с Системой APG IV:
|  |                                      |  |                                   |                                   |                    |  | ещё 15 семейств | ещё 15 семейств |                    |  |                        |  | еще 119 подтвержденных и 14 в статусе "непроверенных" видов и инфравидовых таксонов | еще 119 подтвержденных и 14 в статусе "непроверенных" видов и инфравидовых таксонов |  |
|  |                                      |  |                                   |                                   |                    |  | ещё 15 семейств | ещё 15 семейств |                    |  |                        |  | еще 119 подтвержденных и 14 в статусе "непроверенных" видов и инфравидовых таксонов | еще 119 подтвержденных и 14 в статусе "непроверенных" видов и инфравидовых таксонов |  |
|  |                                      |  |                                   | порядок Астроцветные              |                    |  |                 |                 | род Анафалис       |  |                        |  |                                                                                     |                                                                                     |  |
|  |                                      |  |                                   | порядок Астроцветные              |                    |  |                 |                 | род Анафалис       |  | 3 инфравидовых таксона |  |                                                                                     |                                                                                     |  |
|  | отдел Цветковые, или Покрытосеменные |  |                                   |                                   | семейство Астровые |  |                 |                 | Анафалис жемчужный |  |                        |  |                                                                                     |                                                                                     |  |
|  | отдел Цветковые, или Покрытосеменные |  |                                   |                                   |                    |  |                 |                 |                    |  |                        |  |                                                                                     |                                                                                     |  |
|  |                                      |  | ещё 63 порядка цветковых растений | ещё 63 порядка цветковых растений |                    |  |                 | ещё 1728 рода   | ещё 1728 рода      |  |                        |  |                                                                                     |                                                                                     |  |
|  |                                      |  |                                   | ещё 63 порядка цветковых растений |                    |  |                 |                 | ещё 1728 рода      |  |                        |  |                                                                                     |                                                                                     |  |

### Инфравидовые таксоны
- Anaphalis margaritacea subsp. margaritacea
- Anaphalis margaritacea var. angustifolia (Franch. & Sav.) Hayata
- Anaphalis margaritacea var. cinnamomea (Wall. ex DC.) Herder ex Maxim.

### Синонимы
- Anaphalis angustifolia Rydb., 1910
- Anaphalis cinnamomea (DC.) C.B.Clarke, 1876
- Anaphalis japonica Maxim., 1881
- Anaphalis lanata (A.Nelson) Rydb., 1917
- Anaphalis margaritacea subsp. angustior (Miq.) Kitam., 1937
- Anaphalis margaritacea var. angustior (Miq.) Nakai, 1926
- Anaphalis margaritacea var. occidentalis Greene, 1897
- Anaphalis margaritacea var. revoluta Suksd., 1906
- Anaphalis margaritacea var. subalpina (A.Gray) A.Gray, 1884
- Anaphalis occidentalis (Greene) A.Heller, 1904
- Anaphalis sierrae A.Heller, 1906
- Anaphalis subalpina (A.Gray) Rydb., 1900
- Anaphalis timmua D.Don, 1825
- Anaphalis yedoensis Maxim., 1881
- Antennaria cinnamomea DC., 1837
- Antennaria cinnamomea var. angustior Miq., 1866
- Antennaria margaritacea (L.) Sweet, 1826
- Antennaria margaritacea var. subalpina A.Gray, 1863
- Antennaria plantaginea Sweet, 1826
- Antennaria timmua Buch.-Ham. ex D.Don, 1825
- Chamaezelum margaritaceum (L.) Link, 1829
- Gnaphalium americanum Greene, 1894, nom. illeg.
- Gnaphalium boreale Salisb., 1796, nom. illeg.
- Gnaphalium hypophaeum Spreng. ex DC., 1838
- Gnaphalium margaritaceum L., 1753basionym
- Gnaphalium margaritaceum var. timmua (Buch.-Ham. ex D.Don) Kuntze, 1891
- Gnaphalium timmua (Buch.-Ham. ex D.Don) Spreng., 1826
- Gnaphalium wightianum Thwaites, 1860
- Helichrysum margaritaceum (L.) Moench, 1794
- Nacrea lanata A.Nelson, 1899